# Deta Hedman
Deta Hedman OBE (* 14. November 1959 in Kingston, Jamaika) ist eine englische Dartspielerin mit dem Spitznamen The Heart of Darts.
Die frühere Weltranglistenerste und Siegerin der Winmau World Masters von 1994 nimmt seit 2009 nach einer zwölfjährigen Pause wieder an Turnieren teil. 2010 und 2011 erreichte sie das Halbfinale des World Professional Darts Championship und 2012 das Finale. Außerdem ist sie mit 3 Siegen (1994, 1996 und 2018) ex aequo mit Trina Gulliver Rekordsiegerin des Damen-Doppelbewerbs des WDF Europe Cups.
Ihr Bruder Alfanso „Al“ Hedman war ebenfalls ein international aktiver Dartspieler.

## Karriere

### 1990–2007: Anfänge und direkter Einstieg bei der PDC
Hedman machte erstmals beim World Masters 1990 auf sich aufmerksam, als sie bis ins Finale kam, dass sie mit 1:3 in Sätzen gegen Rhian Speed verlor.
Vier Jahre später gelang es ihr allerdings an selber Stelle den Titel zu erringen, nachdem sie im Finale Mandy Solomons besiegte. Im gleichen Jahr wurde sie ebenfalls Europameisterin beim WDF Europe Cup. Diesen Titel konnte sie zwei Jahre später knapp nicht verteidigen, da sie im Finale des WDF Europe Cups 1996 gegen ihre Finalgegnerin von 1994, Francis Hoenselaar, verlor.
Als eine der ersten Frauen spielte Hedman regelmäßig Turniere der PDC. Im Juli 2002 gewann sie den Damenwettbewerb des Las Vegas Desert Classic. Infolgedessen durfte sie im Juni 2003 die UK Open mitspielen, bei denen sie in der Vorrunde gegen Paul Hogan verlor.
Bei den Las Vegas Desert Classic 2003 kam Hedman erneut ins Finale, verlor dieses Mal allerdings mit 4:6 gegen Stacy Bromberg. Die UK Open 2004 endeten für Hedman erneut nach dem ersten Spiel. Bei den UK Open Qualifiers 2004/05 erreichte Hedman einmal das Achtelfinale, weshalb sie sich ebenfalls für die UK Open 2005 qualifizieren konnte. Dort gewann sie nicht nur als erste Frau ein Spiel bei einem PDC-Major, als sie in der ersten Runde mit 4:3 gegen Aaron Turner gewinnen konnte, sondern auch als erste Frau vor TV-Kameras gegen einen Mann. Gegen Norman Fletcher gewann sie in der zweiten Runde mit 5:3 in Legs. In der Runde der letzten 64 verlor sie dann aber mit 1:8 gegen Wayne Atwood.
Bei den Las Vegas Desert Classic 2005 verlor Hedman erneut das Finale, diesmal gegen Trina Gulliver. Sowohl bei der PDC Pro Tour 2005 als auch 2006 gewann Hedman nie mehr als ein Spiel. Bei den UK Open Qualifiers 2006/07 nahm Hedman zuletzt teil, bevor sie ihre Karriere pausierte.

### 2010–2013: Comeback und Sprung zur neuen Nummer 1
Bei der BDO World Darts Championship 2010 trat Hedman erstmals wieder bei einem Turnier an. Bei ihrer ersten WM-Teilnahme gewann sie ihr erstes Spiel mit 2:0 gegen Irina Armstrong, bevor sie im Halbfinale gegen die spätere Weltmeisterin Trina Gulliver verlor.
Im Februar 2010 gewann Hedman die Dutch Open. Bei den Swiss Open im Juni verlor sie gegen Irina Armstrong. Einen Monat später nahm sie an der ersten und bisher einzigen Damen-Weltmeisterschaft der PDC teil. In der ersten Runde hieß die Gegnerin erneut Irina Armstrong, welche gegen Hedman ohne Leggewinn blieb. Im Achtelfinale schlug sie knapp Ann Chilton mit 4:3. Mit demselben Ergebnis verlor Hedman dann aber gegen Fiona Carmichael.
Wieder einen Monat später gewann Hedman die Swedish Open, wieder gegen Armstrong. Im September gewann sie die England Classic, eine Woche nachdem sie bei den British Open im Finale stand. Beim World Masters 2010 schied Hedman im Viertelfinale gegen Apylee Jones aus. Beim Zuiderduin Masters verlor Hedman im Halbfinale gegen Francis Hoenselaar.
Im Januar 2011 kam Hedman bei der BDO World Darts Championship ins Halbfinale, indem sie mit 0:2 gegen Rhian Edwards verlor. Im März gewann sie die Isle of Man Open gegen Lisa Ashton, einen Monat später die German Open gegen Lorraine Farlam und wieder einen Monat später die Welsh Open gegen Karen Lawman. Im August errang sie dann den vierten Titel des Jahres. Im Finale der Belgium Open besiegte sie Julie Gore mit 2:0. Gegen ebendiese verlor sie das Halbfinale des WDF World Cups.
Im November und Dezember gewann Hedman dann noch drei weitere Titel. Zunächst besiegte sie im Finale der Czech Open mit Irina Armstrong, ebenso wie im Finale des Sunparks Masters. Die Zuiderduin Masters 2011 gewann Hedman nach einem Sieg über Aileen de Graaf. Inzwischen war Hedman an die Spitze der Darts-Weltrangliste gelangt.
Bei der BDO World Darts Championship 2012 erreichte Hedman erstmals ein WM-Finale. Nach Siegen über Rhian Edwards und Lorraine Farlam verlor sie im Finale gegen Anastasia Dobromyslova mit 1:2 in Sätzen, nachdem sie im letzten Satz kein Leg gewinnen konnte.
2012 ging ihre Jagd auf Titel weiter. Siege bei den Scottish Open, Hal Open, German Open, und Welsh Open, bei denen sie sich im Finale gegen Anastasia Dobromyslova revanchieren konnte, folgten bis Mai. Im Juni gelang ihr außerdem der Sieg bei den BDO International Open.
In der zweiten Jahreshälfte gewann Hedman ebenfalls zwei Titel. Unter anderem gewann sie das British Classic abermals gegen Dobromyslova. Bei den England Classic konnte sie sich gegen Lisa Ashton durchsetzen. Auch gewann sie die Northern Ireland Open. Beim World Masters 2012 kam Hedman ins Finale, das sie gegen Julie Gore mit 1:4 verlor. Das Zuiderduin Masters 2012 endete für Hedman ohne Sieg.
Bei der BDO World Darts Championship 2013 musste sich Hedman erstmals in der ersten Runde gegen Lisa Ashton geschlagen geben. Dafür gewann sie 2013 insgesamt 13 Titel, unter anderem den WDF World Cup gegen Irina Armstrong und das World Masters gegen Rachel Brooks. Beim Zuiderduin Masters schied Hedman als Gruppenzweite aus.

### 2014–2017: Weiteres WM-Finale
Bei der BDO World Darts Championship 2014, an der erstmals 16 Spielerinnen teilnahm, kam Hedman nach Siegen über Lorraine Farlam, Irina Armstrong und Ann-Louise Peters ins Finale ohne einen Satz zu verlieren. Im Finale traf sie allerdings abermals auf Lisa Ashton und verlor im letzten Satz mit 1:3 in Legs (Endstand: 2:3 in Sätzen).
Einen Monat später nahm Hedman an der ersten Austragung der BDO World Trophy teil und verlor das Viertelfinale gegen Irina Armstrong mit 3:5 in Legs. Insgesamt gewann Hedman 2014 zehn Turniere, darunter die BDO International Open und die British Open. Beim WDF Europe Cup verlor Hedman im Finale gegen Anastasia Dobromyslova. Beim World Masters 2014 scheiterte Hedman überraschend früh, nämlich in der Runde der letzten 64. Auch beim Zuiderduin Masters schied Hedman früh aus. Dieses Tief reichte bis zur BDO World Darts Championship 2015, bei der sie in der ersten Runde auf Lisa Ashton traf, welche Hedman mit 2:1 schlagen konnte und wenige Tage später ihren WM-Titel verteidigte. Daraufhin verlor Hedman ihren Platz 1 in der Weltrangliste.
2015 gewann Hedman erneut 13 Titel auf der BDO/WDF-Tour. Dazu zählten erneut die BDO International Open und die British Open. Bei der zweiten Ausgabe der BDO World Trophy kam sie ins Halbfinale, indem sie sich erneut Gewinnerin Lisa Ashton geschlagen geben musste. Nachdem Hedman im Halbfinale des World Masters gegen Aileen de Graaf verloren hatte, war Ashton es auch, die das Finale des WDF World Cup gegen Hedman mit 7:6 gewann.
Beim Finder Darts Masters 2015, dem Nachfolger des Zuiderduin Masters, schied Hedman erneut als Gruppenzweite aus.
Einen Monat später verlor Hedman auf dem Weg zum Finale der BDO World Darts Championship 2016 erneut keinen Satz. Nach Siegen über Corrine Hammond, Lorraine Winstanley und Ann-Louise Peters verlor Hedman das Finale mit 2:3 in Sätzen gegen Trina Gulliver.
Im darauffolgenden Jahr errang Hedman ganze 16 Titel. Daria zählen die England Open, die European Darts Open und die British Masters. Bei der BDO World Trophy 2016 kam Hedman ins Finale, das sie gegen Titelverteidigerin Lisa Ashton mit 4:7 verlor. Auch beim World Masters, bei dem sie wieder als Nummer 1 der Rangliste gesetzt war, kam Hedman ins Finale, dieses Mal verlor sie gegen Trina Gulliver mit 2:5. Beim Finder Darts Masters hatte Hedman jedoch wieder kein Glück, sie schied erneut als Gruppenzweite aus, da ihr der Gewinn eines einzigen Legs fehlte.
Die BDO World Darts Championship 2017 endete wieder überraschend früh für Hedman, nachdem sie in Runde 1 gegen Casey Gallagher ausschied.
2017 gewann Hedman insgesamt 14 Titel, dazu zählten die Dutch Open, German Open und England Masters. Bei der BDO World Trophy 2017 schied Hedman im Halbfinale gegen Anastasia Dobromyslova. Das World Masters endete für Hedman im Viertelfinale. Beim Finder Darts Masters gelang Hedman endlich einmal wieder der Gruppensieg. Das Finale verlor sie allerdings mit 0:2 in Sätzen gegen Aileen de Graaf.

### 2018 bis heute: Sturz in der Rangliste und das Ende der BDO
Bei der BDO World Darts Championship 2018 gewann Hedman ihr Erstrundenmatch gegen Rachna David, die nur ein Leg für sich entscheiden konnte. Im Viertelfinale konnte Hedman auch Sharon Prins mit 2:0 aus dem Turnier werfen, beide Sätze gingen allerdings über die volle Distanz. Das Gleiche geschah im Halbfinale gegen Lisa Ashton, dieses Mal verlor Hedman allerdings mit 0:2 und war damit die vorletzte Station Ashtons vor ihrer erfolgreichen Titelverteidigung.
Bei der BDO World Trophy 2018 war Hedman wieder als Nummer 3 der Welt gesetzt. Im ersten Spiel verlor sie knapp mit 3:4 gegen Roz Bulmer. Bei vielen Turnieren 2018 scheiterte Hedman im Finale. Lediglich das Romanian Classic und die Dutch Open im Januar und Februar sowie die Denmark Masters, Welsh Open und Polish Open im April und Mai konnte Hedman gewinnen. Beim World Masters 2018 scheiterte Hedman im Halbfinale an Titelgewinnerin Lisa Ashton. Bei der bisher letzten Austragung des Finder Darts Masters gewann Hedman kein Spiel und schied als Gruppenletzte aus.
Bei der BDO World Darts Championship 2019 scheiterte Hedman erneut in der ersten Runde. 0:2 lautete der Endstand gegen Maria O’Brien.
Im Januar 2019 nahm Hedman erstmals an der PDC Qualifying School teil. Zwar gewann sie ein Spiel, für die Tour Card reichte es damit aber bei weitem nicht. In der Mitte des Jahres gewann Hedman die Police Masters sowie die Swiss Open. Beim WDF World Cup 2019 verlor Hedman das Finale gegen Mikuru Suzuki. Auch beim World Masters verlor Hedman gegen eine Japanerin, diesmal gegen Kasumi Sato.
Bei der BDO World Darts Championship 2020 verlor Hedman zum zweiten Mal in Folge in der ersten Runde mit 0:2. Die Gegnerin war dieses Mal aber Laura Turner.
2020 nahm Hedman erneut an der Q-School teil, wo sie zwei Spiele gewann. Wenige Monate später wurden aufgrund der COVID-19-Pandemie alle Turniere der British Darts Organisation und der World Darts Federation ausgesetzt. Dafür nahm Hedman im Oktober an der erstmals ausgetragenen PDC Women’s Series teil. Dabei erreichte sie einmal das Viertel- und einmal das Halbfinale und zweimal das Finale. Beim Turnier Nr. 2 gewann Hedman mit 6:5 gegen Aileen de Graaf, bei Turnier Nr. 4 verlor sie mit 3:6 gegen Lisa Ashton. Zu diesem Zeitpunkt war Hedman allerdings bereits für ihre erste PDC-Weltmeisterschaft im Alexandra Palace qualifiziert. Bei der PDC World Darts Championship 2021 verlor Hedman allerdings mit 1:3 in Sätzen gegen Andy Boulton. Hierbei wurde in allen Sätzen nur 3 Legs gespielt.
2021 spielte Hedman zum dritten Mal die PDC Qualifying School, schied jedoch bereits in der ersten Stage aus. Auf der PDC UK Challenge Tour erreichte sie zweimal die Runde der letzten 64, gewann jedoch nie mehr ein Spiel. Bei der PDC Women’s Series spielte sich Hedman zweimal ins Finale, verlor aber bei beiden Turnieren gegen Fallon Sherrock. Hinzu kamen drei Turniere die im Halbfinale endeten, womit Hedman den dritten Platz in der PDC Women’s Series Order of Merit belegte und knapp die erneute WM-Qualifikation verpasste.
Erfolgreich verlief es für Hedman bei der WDF. Im ersten Gold-Turnier des Jahres, den England Open im September, gewann Hedman im Finale gegen Anastassija Dobromyslowa. Dazu kamen Titel beim Denmark Masters, dem Hungarian Classic, dem Hungarian Masters, dem Irish Classic sowie den Czech Open. Am Ende der verkürzten WDF-Saison stand sie damit auf Platz 1 des WDF World Rankings und qualifizierte sich für die WDF World Darts Championship 2022.
Im Januar 2022 spielte Hedman zum fünften Mal die PDC Qualifying School. Dabei war sie aufgrund ihrer Platzierung in der PDC Women’s Series Order of Merit von der Entrichtung eines Startgeldes befreit. Dabei gewann sie drei Spiele, schied allerdings trotzdem in der First Stage aus.
Einen Monat später trat Hedman bei der ersten World Seniors Darts Championship an, zu der sie zuvor eingeladen wurde. Sie traf auf Peter Manley, gegen den sie einen Satz gewinnen konnte. Für ein Weiterkommen reichte es jedoch nicht. Bei der WDF World Darts Championship zwei Monate später unterlag sie als Topgesetzte deutlich.
Davon unbeirrt gewann Hedman Ende April 2022 die Scottish Open, indem sie im Finale mit 5:4 gegen Jo Clements siegte. Auch bei den Denmark Open strich Hedman den Titel ein. Mit 5:3 gewann sie gegen Anca Zijlstra. Bei den Dutch Open schied Hedman bereits in der Runde der letzten 32 aus. Beim Doppelwettbewerb spielte sie sich an der Seite von Beau Greaves ins Halbfinale, welches sie gegen die späteren Gewinnerinnen Lerena Rietbergen und Aileen de Graaf verloren.
Bei den Antwerp Open Anfang August kam Hedman ins Halbfinale, das sie gegen Aletta Wajer verlor. Sowohl bei den British Open als auch dem British Classic Mitte September unterlag sie im Viertelfinale Aileen de Graaf.
Ende des Jahres startete Hedman beim World Masters 2022. Sie erreichte dabei das Achtelfinale, welches sie gegen Natalie Gilbert mit 2:5 verlor. Bei dan am gleichen Wochenende ausgetragenen World Open ging es bis ins Viertelfinale. Hier unterlag Hedman Stefanie Rennoch.
Bei den Dutch Open Ende Januar 2023 ging Hedman ebenfalls an den Start. Im Einzel unterlag sie dabei im Achtelfinale gegen Noa-Lynn van Leuven mit 3:4. Im Doppel spielte sie sich zusammen mit Beau Greaves ins Finale, welches sie gegen Aletta Wajer und Anca Zijlstra gewannen. Mitte Februar gewann sie daraufhin die Scottish Open mit 5:4 im Finale gegen Rhian O’Sullivan.
Beim Isle of Man Classic Mitte März spielte sich Hedman ins Halbfinale, welches sie gegen Rhian O’Sullivan mit 2:4 verlor. Auch beim Isle of Man Masters am gleichen Wochenende verlor sie im Halbfinale gegen O’Sullivan. Ende April ging sie bei den Denmark Open an den Start und schied im Halbfinale gegen die spätere Siegerin Noa-Lynn van Leuven mit 3:4 aus. Anfang Mai kam sie daraufhin bei den Welsh Open und beim Welsh Classic ins Viertelfinale. Mitte August nahm sie an den WDF-Turnieren in Schweden teil. Während sie bei den Swedish Masters im Halbfinale Kirsi Viinikainen unterlag, spielte sie sich bei den Swedish Open ins Finale. Dieses verlor sie jedoch knapp mit 4:5 gegen Beau Greaves. Mitte September gewann Hedman das British Classic gegen Aletta Wajer mit 5:2.
Ende September gewann Hedman gemeinsam mit Beau Greaves beim WDF World Cup 2023 die Doppelkonkurrenz gegen Kirsi Viinikainen und Sari Sauvola aus Finnland. Im Einzel unterlag sie Greaves im Finale mit 5:7 und gewann somit Silber. Im Team schieden die Engländerinnen gegen Wales im Halbfinale aus.
Bei der WDF World Darts Championship 2023 war Hedman an Position vier gesetzt. Sie erreichte dabei das Viertelfinale und verlor dieses gegen Rhian O’Sullivan mit 0:2.
Bei den Las Vegas Open schaffte es Hedman ins Viertelfinale und zog am Tag darauf beim Las Vegas Classic ins Finale ein, dass sie mit 2:5 gegen Fallon Sherrock verlor. Wenig später schaffte sie in Bukarest den Doppelschlag, indem sie zunächst das Romanian Classic mit 5:0 gegen Lorraine Hyde gewann, bevor sie auch bei den Romanian Open mit 5:2 im Finale erfolgreich war. Anfang April erreichte sie beim Isle of Man Classic das Halbfinale, nachdem sie beim Isle of Man Masters im Viertelfinale stand. Im Mai endeten die Denmark Open im Viertelfinale für Hedman, während es beim Denmark Masters bis ins Halbfinale ging, welches sie gegen Beau Greaves verlor.
Bei den England Open im Juni war dann ebenfalls im Halbfinale nach 1:5 gegen Rhian O’Sullivan Schluss, während sie bei den England National Singles ins Finale einziehen konnte. Mit 3:6 verlor sie dieses allerdings gegen Beau Greaves. Beim Welsh Open und Welsh Classic Ende August erreichte Hedman das Halbfinale, wo sie aber in beiden Fällen gegen Rhian O’Sullivan unterlag. Kurz darauf erreichte sie zweimal das Finale beim England Masters bzw. England Classic. Während sie das Finale des England Masters gegen Paige Pauling mit 4:5 verlor, gewann sie beim Englands Classic gegen ebendiese mit 5:3. Ende September stand sie dann im Halbfinale der British Open.
Bei der WDF World Darts Championship 2024 Anfang Dezember war Hedman an Position vier gesetzt. Sie siegte zunächst mit 2:1 gegen die ehemalige Finalistin Kirsty Hutchinson und war auch im Viertelfinale mit 2:0 gegen Nicole Regnaud erfolgreich. Im Halbfinale gegen Titelverteidigerin Beau Greaves verlor Hedman jedoch jeden der drei Sätze mit 1:3.
Mitte Januar war Hedman wieder bei den Las Vegas Open dabei. Sie spielte ein starkes Turnier und erreichte das Finale, welches sie mit 5:4 gegen Rhian O’Sullivan gewann, womit sie ihren dritten Gold-Turniertitel bei der WDF einspielte und sich auf direktem Wege für die WDF World Darts Championship 2025 qualifizierte. Beim am gleichen Wochenende ausgetragenen Las Vegas Classic stand Hedman außerdem im Halbfinale. Am Ende des Monats spielte sich Hedman ins Finale der Romanian Open, unterlag aber mit 4:5 Aileen de Graaf. Beim Romanian Classic ging es schon eine Runde früher gegen Sophie McKinlay raus.
Anfang März gewann Hedman das Isle of Man Masters. Anfang Mai spielte sie sich ins Halbfinale der Denmark Open, wo sie mit 3:4 gegen Lorraine Hyde verlor. Zum Ende des Monats reiste sie dann nach Kanada zu den Toronto Area Open. Hier besiegte sie im Viertelfinale Layla Buntz und im Halbfinale Paula Murphy, bevor sie sich im Finale gegen Irina Armstrong mit 5:2 durchsetzte und somit einen zweiten Gold-Turniertitel im Jahr 2025 einfahren konnte. Auch das am gleichen Wochenende ausgetragene Toronto Area Classic gewann Hedman, dieses Mal im Finale gegen Maria Carli.
Anfang Juni siegte Hedman bei den England National Singles. Mit 5:3 besiegte sie im Finale Eve Watson. Bei den England Open schied sie im Halbfinale gegen Sophie McKinlay aus.

## Kontroverse
Im Dezember 2023 postete Hedman auf Facebook einen Beitrag, in dem sie ihre Frustration zum Ausdruck brachte, dass Transgender-Spielerinnen bei Frauen-Ranglistenturnieren mitspielen dürfen. Sie bezeichnete dies als unfair. Bei den WDF Denmark Women's Open im Mai 2024 schied sie im Viertelfinale gegen Noa-Lynn van Leuven aus. Viele Fans spekulierten, dass sie sich aus Protest aus dem Turnier zurückzog, weil sie der Meinung war, dass Transgender-Spielerinnen nicht zugelassen werden sollten. Laut Phill Barrs sagte Hedman den Veranstaltern, dass sie sich krank gefühlt habe und Schmerzen hatte, bevor sie sich zurückzog. Sie konnte auf diese Weise ihre Ranglistenpunkte behalten. Hedman brachte allgemein vor, „dass biologisch geborene Männer im Frauensport nicht antreten“ sollten.

## Titel

### WDF
- Gold-Turniere
  - England Open: (1) 2021
  - Denmark Open: (1) 2022
  - Las Vegas Open: (1) 2025
  - Toronto Area Open: (1) 2025
- Silber-Turniere
  - Romanian Open: (1) 2020
  - Czech Open: (1) 2021
  - Denmark Masters: (1) 2021
  - Hungarian Masters: (1) 2021
  - High Performance Roofing Irish Classic: (1) 2021
  - England Classic: (1) 2024
  - Toronto Area Classic: (1) 2025
  - England National Singles: (1) 2025
- Bronze-Turniere 
  - Hungarian Classic: (1) 2021
  - Isle of Man Masters: (1) 2025
- Sonstige 
  - Bruges Open: (1) 2017
  - French Open: (1) 2019

## Weltmeisterschaftsresultate

### BDO
- 2010: Halbfinale (0:2-Niederlage gegen  Trina Gulliver)
- 2011: Halbfinale (0:2-Niederlage gegen  Rhian Edwards)
- 2012: Finale (1:2-Niederlage gegen  Anastasia Dobromyslova)
- 2013: Viertelfinale (0:2-Niederlage gegen  Lisa Ashton)
- 2014: Finale (2:3-Niederlage gegen  Lisa Ashton)
- 2015: 1. Runde (1:2-Niederlage gegen  Lisa Ashton)
- 2016: Finale (2:3-Niederlage gegen  Trina Gulliver)
- 2017: 1. Runde (1:2-Niederlage gegen  Casey Gallagher)
- 2018: Halbfinale (0:2-Niederlage gegen  Lisa Ashton)
- 2019: 1. Runde (0:2-Niederlage gegen  Maria O’Brien)
- 2020: 1. Runde (0:2-Niederlage gegen  Laura Turner)

### PDC
- 2010 (Damen): Viertelfinale (2:4-Niederlage gegen  Fiona Carmichael)
- 2021: 1. Runde (1:3-Niederlage gegen  Andy Boulton)

### WDF
- 2022: Achtelfinale (0:2-Niederlage gegen  Tori Kewish)
- 2023: Viertelfinale (0:2-Niederlage gegen  Rhian O’Sullivan)
- 2024: Halbfinale (0:3-Niederlage gegen  Beau Greaves)
- 2025: qualifiziert

### WSDT
- 2022: 1. Runde (1:3-Niederlage gegen  Peter Manley)
- 2024: 1. Runde (2:3-Niederlage gegen  Martin Adams)